# Cynometra
Cynometra es un género de árboles de selvas tropicales. Comprende 170 especies descritas y de estas, solo 84 aceptadas.

## Distribución
Es un componente muy importante en la composición de las selvas del oeste de África y los trópicos. Cynometra alexandri (muhimbi) es un árbol familiar en el este de África. El género es un miembro de la subfamilia Caesalpinioideae.

## Descripción
Son árboles que alcanza un tamaño de 10–30 m de alto, inermes; ramas jóvenes glabras. Hojas 1-pinnadas; folíolos 1 par, oblicua y angostamente lanceolados, 4–11 cm de largo y 1.2–4 cm de ancho, ápice acuminado y a menudo falcado, base inequilátera, cuneada y obtusa, glabros, sésiles o subsésiles; pecíolo 0.5–1.3 cm de largo, estípulas filiformes y caducas. Inflorescencias racimos cortos, las flores apareciendo fasciculadas, axilares, raquis 0.3–1 cm de largo con 10–20 flores, brácteas y bractéolas fuertemente estriadas, caducas, pedicelos 4–15 mm de largo, densamente pubescentes; sépalos 4 o 5, connados en la base formando un receptáculo corto en forma de copa, la porción libre oblonga, 4.2–5.2 mm de largo; pétalos 5, insertados con los estambres en el receptáculo, oblanceolados, 5–6.3 mm de largo, amarillos o blancos; estambres 10, el más largo 7–11 mm de largo, anteras pequeñas, longitudinalmente dehiscentes; ovario densamente lanoso, sobre el estípite central corto y libre del receptáculo, estilo levemente excéntrico. Fruto oblongo a subgloboso, 1.2–2 cm de diámetro, superficie verrugosa a granular, pericarpo 2.5–3 mm de grueso, indehiscente; semilla 1, globosa.

## Taxonomía
El género fue descrito por Carlos Linneo y publicado en Species Plantarum 1: 382. 1753. La especie tipo es: Cynometra cauliflora

## Especies aceptadas
A continuación se brinda un listado de las especies del género Cynometra aceptadas hasta julio de 2014, ordenadas alfabéticamente. Para cada una se indica el nombre binomial seguido del autor, abreviado según las convenciones y usos, y el nombre común en su caso.
| - Cynometra abrahamii Du Puy & R.Rabev. - Cynometra alexandri C.H.Wright - Cynometra americana Vogel - Cynometra ananta Hutch. & Dalziel - Cynometra ankaranensis Du Puy & R.Rabev. - Cynometra aurita R.Vig. - Cynometra bauhiniifolia Benth. - Cynometra beddomei Prain - Cynometra bourdillonii Gamble - Cynometra brachymischa Harms - Cynometra brachyrrhachis Harms - Cynometra capuronii Du Puy & R.Rabev. - Cynometra cauliflora L. - Cynometra commersoniana (DC.) Baill. - Cynometra congensis De Wild. - Cynometra copelandii (Elmer) Elmer - Cynometra craibii Gagnep. - Cynometra crassifolia Benth. - Cynometra cubensis A.Rich. - pico de gallo (Cuba) - Cynometra cuneata Tul. - Cynometra dauphinensis Du Puy & R.Rabev. - Cynometra dongnaiensis Pierre - Cynometra duckei Dwyer - Cynometra elmeri Merr. - Cynometra engleri Harms - Cynometra filifera Harms - Cynometra fissicuspis (Pittier) Pittier - Cynometra gillmanii J.Leonard - Cynometra glomerulata Gagnep. - Cynometra greenwayi Brenan - Cynometra hankei Harms - Cynometra hemitomophylla (Donn.Sm.) Britton & Rose - Cynometra hondurensis Dwyer - Cynometra hostmanniana Tul. - Cynometra inaequifolia A.Gray - guayacán de África, guayaco de África. - Cynometra insularis A.C.Sm. - Cynometra iripa Kostel. - Cynometra katikii Verdc. - Cynometra leonensis Hutch. & Dalziel - Cynometra letestui (Pellegr.) J.Leonard - Cynometra longicuspis Ducke - Cynometra longifolia Huber - Cynometra longipedicellata Harms | - Cynometra lujae De Wild. - Cynometra lukei Beentje - Cynometra lyallii Baker - Cynometra madagascariensis Baill. - Cynometra malaccensis Meeuwen - Cynometra mannii Oliv. - Cynometra marginata Benth. - Cynometra marleneae A.S.Tav. - Cynometra martiana Baill. - Cynometra megalophylla Harms - Cynometra michelsonii J.Leonard - Cynometra microflora Cowan - Cynometra minutiflora F.Muell. - Cynometra mirabilis Meeuwen - Cynometra novo-guineensis Merr. & L.M.Perry - Cynometra nyangensis Pellegr. - Cynometra oaxacana Brandegee - Cynometra oddonii De Wild. - Cynometra palustris J.Leonard - Cynometra parvifolia Tul. - Cynometra pedicellata De Wild. - Cynometra pervilleana Baill. - Cynometra portoricensis Krug & Urb. - Cynometra ramiflora L. - Cynometra retusa Britton & Rose - Cynometra sakalava Du Puy & R.Rabev. - Cynometra sanagaensis Aubrev. - Cynometra schlechteri Harms - Cynometra schottiana Hochr. - Cynometra sessiliflora Harms - Cynometra simplicifolia Harms - Cynometra sphaerocarpa Pittier - Cynometra spruceana Benth. - copal del Brasil - Cynometra stenopetala Dwyer - Cynometra suaheliensis (Taub.) Baker f. - Cynometra travancorica Bedd. - Cynometra trinitensis Oliv. - Cynometra ulugurensis Harms - Cynometra vogelii Hook. f. - Cynometra warburgii Harms - Cynometra webberi Baker f. - Cynometra zeylanica Kosterm. |